# Škoda 1000 MB
Škoda 1000 MB − samochód osobowy produkowany przez czechosłowacką firmę AZNP w Mladá Boleslav od roku 1964 do 1969, pierwszy z serii samochodów Škody z silnikiem umieszczonym z tyłu nadwozia.

## Historia
Decyzja o skonstruowaniu nowego samochodu popularnego (następcy Škody 440) zapadła w 1955 roku. Na początku 1956 gotowe były już pierwsze prototypy.
W 1964 zaprezentowano efekt niemal dziesięcioletniej pracy Škodę 1000 MB. Jego produkcję rozpoczęto w Mladá Boleslav, a z okazji tysięcznej rocznicy lokacji miasta, do nazwy nowego modelu Škody dodano litery MB (Mladá Boleslav).

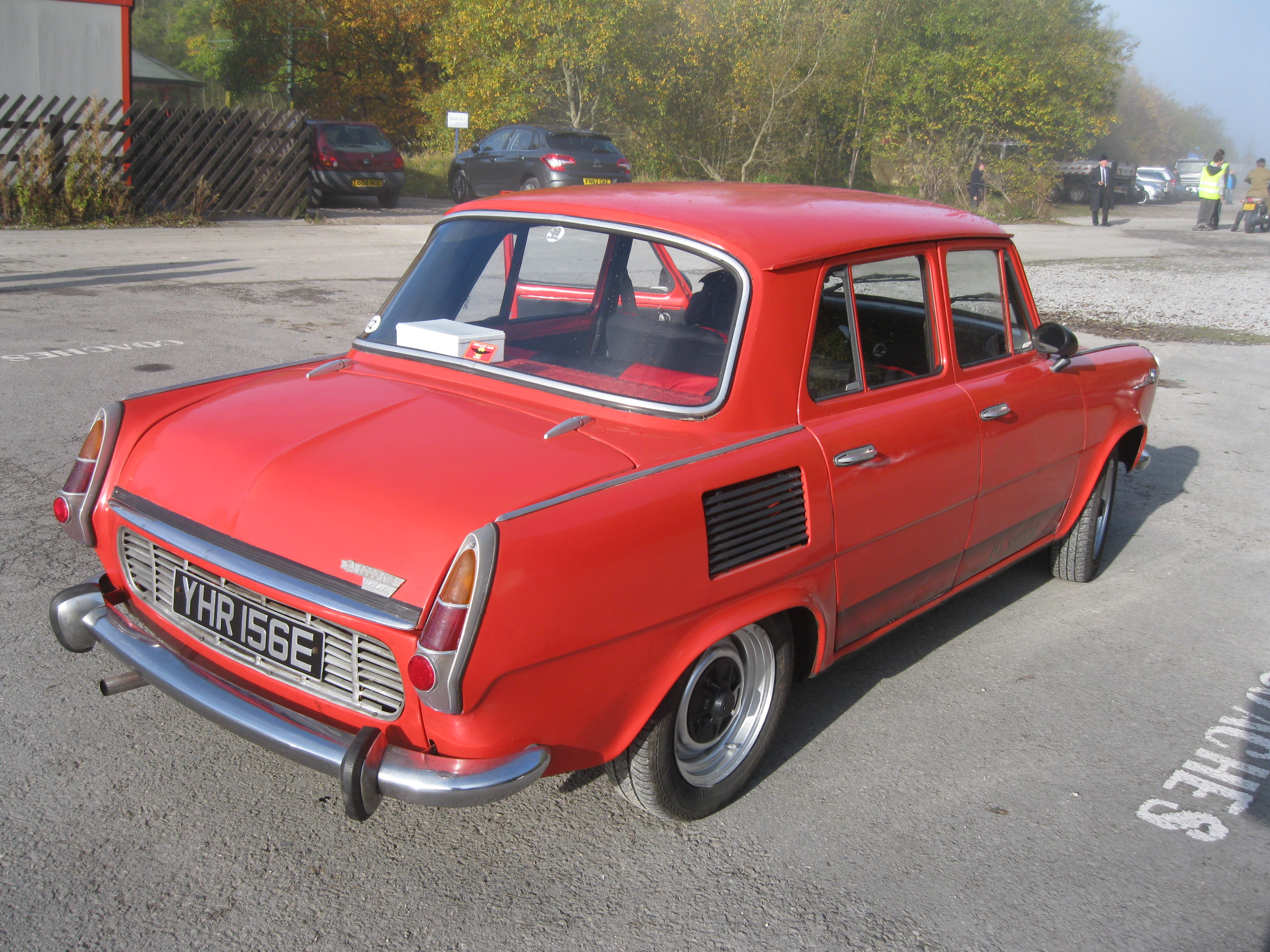
Škoda 1000 MB od tyłu

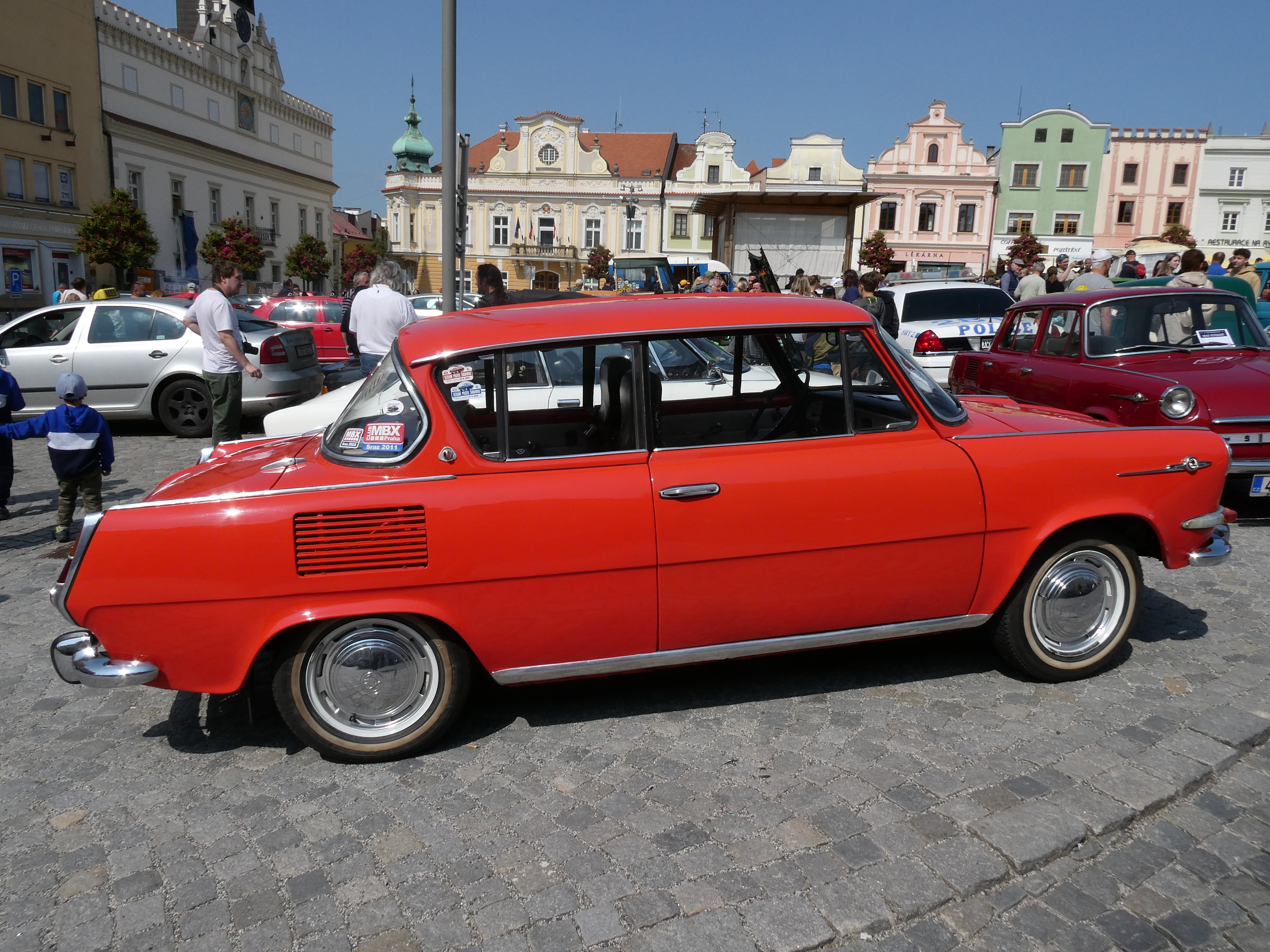
Škoda 1000 MBX De Luxe coupé

Podstawowy model (typ 990) posiadał silnik o pojemności 988 cm³ i mocy 42 KM przy 4650 obr./min, momencie obrotowym 68,7 Nm przy 2800 obr./min, umieszczony z tyłu samonośnej czterodrzwiowej karoserii. Przyspieszenie do 80 km/h trwało 15,5 s, prędkość maks. 120 km/h przy średnim spalaniu 7 l/100 km. Po dwóch latach produkcji moc silnika zwiększono do 48 KM (typ 721) przy 4750 obr./min, moment obrotowy 73,5 Nm/3000 obr./min. Wersja ta przyspieszała do 80 km/h w 14-16 s i osiągała prędkość 125 km/h, średnie spalanie 7,6 l/100km.
Także w roku 1966 do produkcji wszedł model Škoda 1000 MB de Luxe o podwyższonym standardzie wyposażenia.
Produkowane w latach 1966 - 68 pojazdy Škoda 1000 MBG de Luxe (typ 710) nieróżniące się karoserią od modelu podstawowego (typ 721) wyposażone były w silniki 988 cm³ o podwyższonej do 52 KM przy 5200 obr./min mocy (moment obrotowy 75,5 Nm przy 3000 obr./min, stopień sprężania zwiększony z 8,3 do 9,0), które montowano także w dwudrzwiowym coupé Škoda 1000 MBX de Luxe (typ 990 T). Przyspieszenie do 80 km/h 14s, prędkość maks. 130 km/h, średnie spalanie 8 l/100km.
W roku 1968 weszły do produkcji modele Škoda 1100 MB de Luxe (typ 715) i Škoda 1100 MBX de Luxe (typ 723) z silnikiem o pojemności 1107 cm³ i mocy 52 KM przy 4800 obr./min.

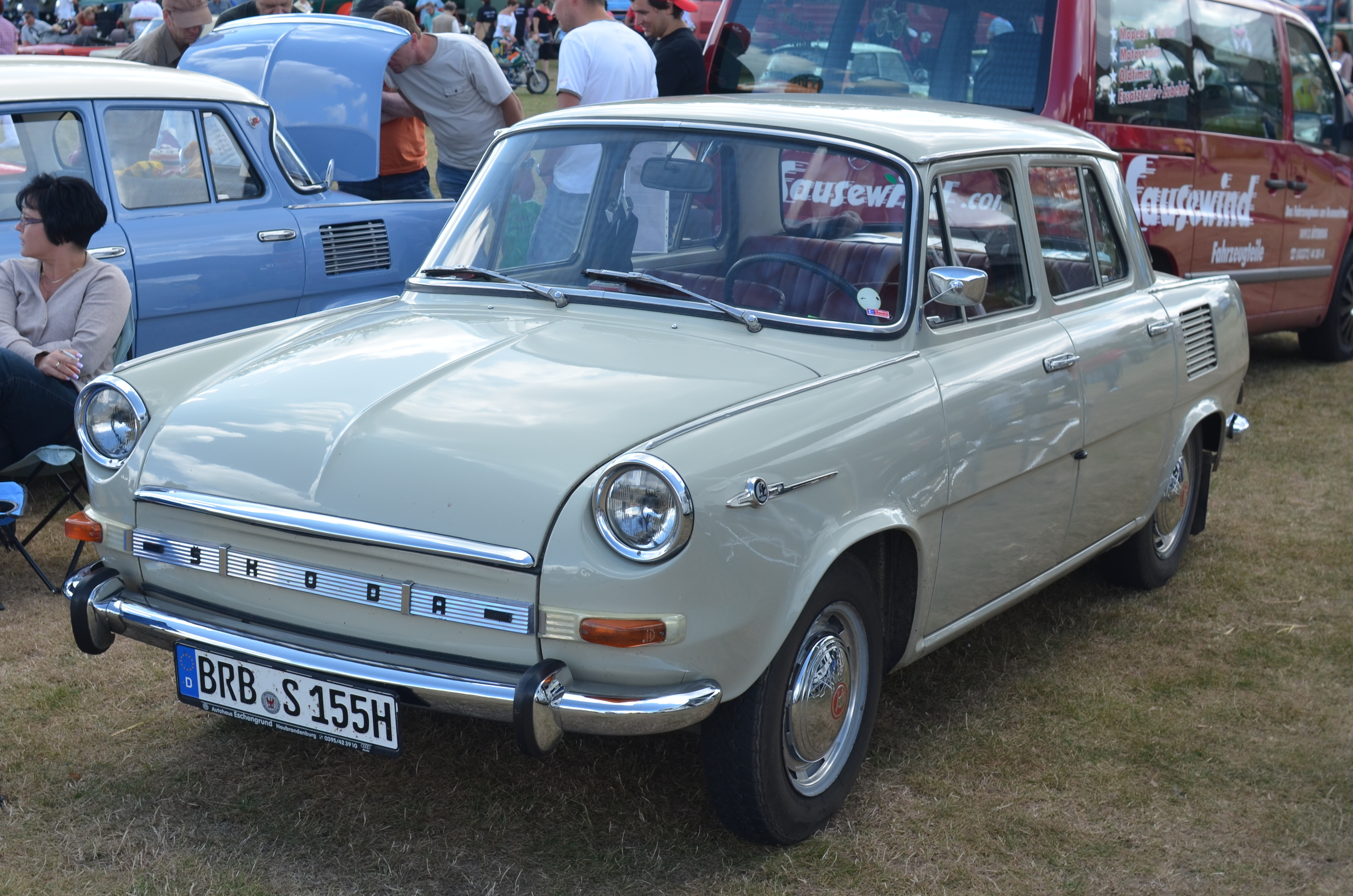
Škoda 1000 MB późnej produkcji z 1969

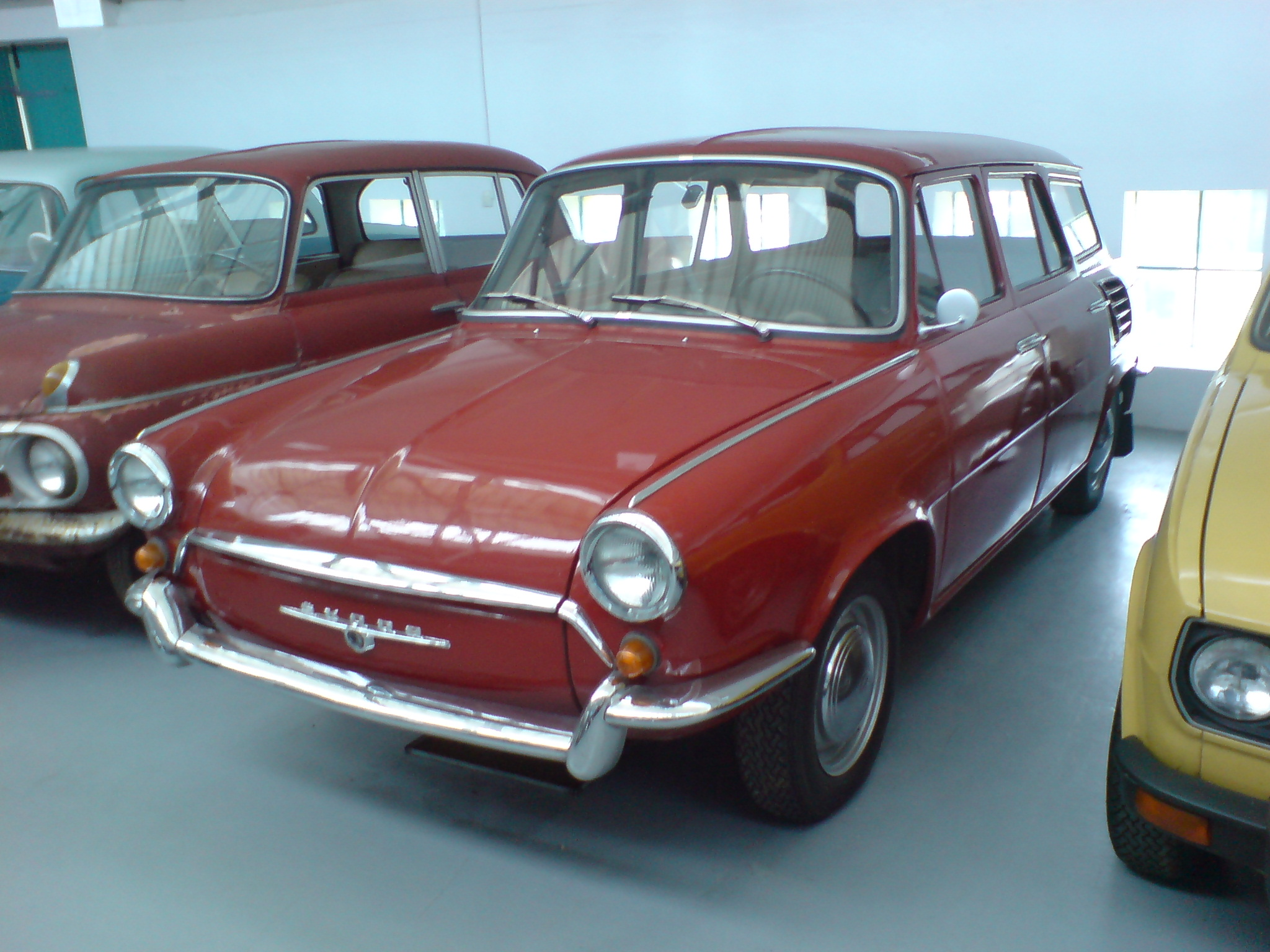
Prototyp Škoda 1000 MB Combi

Rok modelowy 1969 przyniósł znaczące modernizacje, szczególnie w wyglądzie karoserii. Zmodernizowano jej przednią część, zniknął owal umieszczony w dolnej części pokrywy bagażnika, w jego miejscu pojawiła się listwa z napisem "ŠKODA". Począwszy od 18. serii wycofano z produkcji dwa modele 990T i 710, czyli odpowiednio 1000 MBX de Luxe i 1000 MBG de Luxe. Od tej pory wytwarzano popularne 1000 MB tylko jako czterodrzwiowe pojazdy z 48-konnymi silnikami. Kontynuatorem dwudrzwiowego modelu 1000 MBX została Škoda 1100 MBX.
Łącznie w latach 1964-69 wyprodukowano prawie 420 tysięcy sztuk różnych odmian 1000MB, oprócz tego ponad 22 tysiące pojazdów z silnikami 1100.
Choć w czasie najintensywniejszych prac nad nowym modelem Škody opracowano prototyp nowego samochodu kombi, to jednak nigdy nie wszedł on do produkcji. Do roku 1971 trwała produkcja Škody Octavii Combi, pomimo zakończenia produkcji podstawowego modelu już w roku 1964.

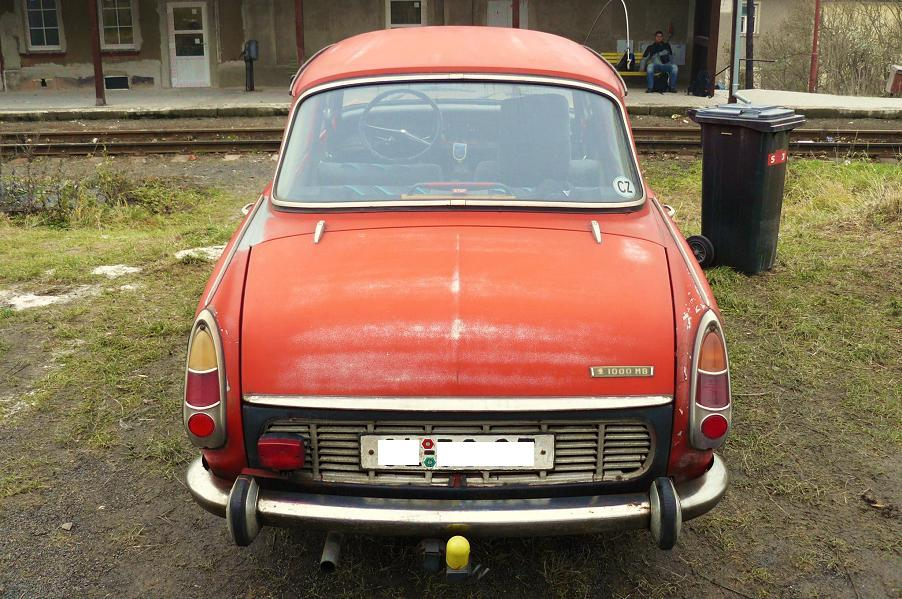
Škoda 1000 MB od tyłu

| Model            | Typ       | Lata produkcji | Liczba wyprodukowanych egzemplarzy |
| ---------------- | --------- | -------------- | ---------------------------------- |
| 1000 MB          | 990 i 721 | 1964-69        | 349 348                            |
| 1000 MB de Luxe  | 721       | 1966-69        | 65 502                             |
| 1000 MBG de Luxe | 710       | 1966-69        | 3 287                              |
| 1000 MBX de Luxe | 990 T     | 1966-69        | 1 403                              |
| Razem            | Razem     | Razem          | 419 540                            |